# Țibău
Țibău – wieś w Rumunii, w okręgu Suczawa, w gminie Cârlibaba. W 2011 roku liczyła 184 mieszkańców.